# قبل الروايات
قبل الروايات: السياقات الثقافية للرواية الإنجليزية في القرن الثامن عشر هو كتاب صدر في عام 1990 من تأليف الباحث الأدبي والأستاذ جيمس بول هنتر. حيث يقدم هنتر وصفًا للعديد من المصادر غير الخيالية التي أدت إلى ظهور الرواية الإنجليزية، والعديد منها غير الأدبية.

## نظرة عامة
يرى هنتر أنه لفهم الرواية الإنجليزية في القرن الثامن عشر، يجب علينا أن نفهم "الماضي والتقاليد" التي انبثقت منها الرواية، بما في ذلك الصحافة، والتأملات العرضية، والأنواع ذات الصلة من كتب العجائب وكتب العناية الإلهية، والمذكرات الخاصة، وأعمال التعليمية وقصص الرحلات.
حبث يقدم هنتر تاريخًا مفصلاً لطبيعة هذه الأنواع المختلفة من الأعمال التي ساعدت في تعزيز ظهور الرواية، وكما يشرح أدوار الكتاب وبائعي الكتب وغيرهم من الأشخاص الذين أدخلوا الرواية الإنجليزية إلى الوجود.

## الاستقبال
حظيت رواية "قبل الروايات" بإشادة كبيرة في الصحافة الأكاديمية، حيث تمت مراجعتها على نطاق واسع.
وكتبت بريدجيت فاولر في "المجلة البريطانية لعلم الاجتماع": "إذا كان الشكل الخيالي للرواية، كما يزعم هنتر، يتجاوز مصدرها، فإن بحثه عن الطبيعة الدقيقة لذلك المصدر يسلط الضوء بشكل كبير". ومضى فاولر ليقول إن هنتر "يقدم مثل هذه الحجة الجيدة للعواقب المهمة لدور الوعي الجماعي في استهلاك الكتابات الشعبية والروايات، وخاصة إن تأثيرها الحاسم في النزاع الأولي مع الأوغسطيين، إذن، كان استنتاجه مقنعًا، وليس عمل النخبة الإنسانية، فهو يؤكد أن "طاقات الثقافة الشعبية هي التي اعتقلت التقليد الأدبي من أوصيائه المحافظين". 
جوليا في.دوثويت، كتبت في مجلة هارفارد للكتاب، حيث أشادت بـ "قبل الروايات" باعتبارها "محاولة بارعة لتجميع القوى الاجتماعية والدينية والاقتصادية التي ميزت الثقافة الإنجليزية.... ويؤكد هنتر على الروابط بين الروايات الأساسية "الأدب" ونصوص الثقافة الشعبية وأعمدة النصائح في الصحف، والكتب الإرشادية المهنية، والمذكرات الشخصية، والمنشورات التربوية البروتستانتية، ويجادل بأن روايات سويفت وفيلدينغ وريتشاردسون تتناول نفس الآمال والمخاوف والقلق التي تناولها سابقًا. وهذه النصوص "شبه الأدبية" من الدرجة الثانية".
مارك سبيلكا في رواية: منتدى عن الخيال بعنوان "قبل الروايات" "عمل رائع طال انتظاره من مفسر حكيم ومشرف ومتطور ومطلع بشكل مذهل على صعود الرواية والعصر المثير الجديد الذي على الرغم من أنها ليست ثورية مثل دراسة وات الكلاسيكية، إلا أن مجلد هنتر متعدد التكافؤ والمحدد للمعايير سيكون بمثابة المعادل النقدي والثقافي لأوقاتنا المثيرة.
وقالت دي إي ريتشاردسون في مراجعة سيواني حيث كان مدحًا في مراجعته: "حملات هنتر، نيابة عن التاريخية الجديدة، ضد ما يسميه التاريخ الأدبي التقليدي. لهجته متحمسة ومعادية، كما لو كانت كذلك". من الضروري أخلاقيًا أن يتبنى القارئ وجهات نظره النقدية نظرًا لأن شيئًا مهمًا للغاية يبدو على المحك، فإن القارئ يرغب في أن يقدم هنتر بيانًا نظريًا للقضايا التي تقسم التاريخ الأدبي القديم والجديد، ولكن بدلاً من ذلك يجب على القارئ أن يستنتج ذلك. إن ما يظهر في كتاب هنتر باعتباره التاريخية الجديدة هو مشروع وضع الأعمال الأدبية في سياقها التاريخي بطريقة تقدمية سياسية ملتزمة، حيث يجب قراءة النصوص على أنها مشاهد للصراع الاجتماعي، وعلى الناقد التاريخي الجديد أن يدافع عن الجانب التقدمي".
وكتبت "مارغريت دودي" في مجلة جنوب أتلانتيك ريفيو، حيث لاحظت أن "قوة "قبل الروايات" تكمن في معالجتها لما يتم تقديمه عادةً". مجرد "خلفية" لدراسات الرواية بشكل عام أو لدراسة روايات معينة، ولا يوجد هنا ما يثير اهتمام أي رواية أو روائي واحد لا يقدم لنا العديد من الأمثلة بخلاف الأعمال الأكثر شهرة لكبار المؤلفين، فنحن نحصل على إشارات إلى روبنسون كروزو، ومول فلاندرز، وتوم جونز، وكلاريسا، ولكن القليل منها. مرجع حقيقي أو اقتباسات من أعمال خيالية أخرى لكتاب آخرين".
وصرح جيفري سميتين، وهو يناقش الكتاب في "مرجعة الدراسات الإنكليزية [الإنجليزية]"، أنه "ليس هناك شك في أن هنتر قد كتب كتابًا رائعًا هذا الكتاب سيكون له تأثير كبير على دراسة أصول اللغة الإنجليزية". والرواية وأدب القرن الثامن عشر بشكل عام، ولقد أحدث ثورة كوبرنيكوسية من خلال تحويل مركز الطاقة في تلك الفترة من التقليد المحافظ لدرايدن، وسويفت، وبوب إلى التقليد الابتكاري والديناميكي، والذي يتكون في النهاية من شخصيات لا يمكن تصورها. حيث كان الأوغسطيون يخشون ويكرهون أمثال دونتون، وسيبر، ومانلي، وديفو. ونحن في كثير من النواحي أحفاد التقليد الأخير أكثر من السابق، وكتاب هنتر الممتاز يمكّننا من تجاوز القانون التقليدي للبدء في استكشاف التراث والآثار المترتبة على النسب الذي تم إنكاره بسهولة."
وكتب فرانك ماكونيل، وهو يراجع كتاب "قبل الروايات" جنبًا إلى جنب مع كتاب ألفين كيرنان "موت الأدب" في ويلسون الفصلية"، أن "تصوير هنتر للمحرومين حديثًا في القرن الثامن عشر لن يقدم الجمهور وصفًا سيئًا للمتحولين التلفزيونيين ما بعد الحداثيين المهووسين بالحداثة، والمتجاهلين للتقاليد، والذين يعتبرهم كيرنان والآخرون حاملي نعش "حلم الإنسانية الطويل في التعلم". ومن المثير للسخرية أن هنتر هو الأكثر تهذيبًا بين الناقدين، وهو الذي يذكرنا بأن البرابرة على الأبواب هم في الواقع أطفالنا فقط".